# Мілтон (Північна Дакота)
Мілтон (англ. Milton) — місто (англ. city) в США, в окрузі Кавальєр штату Північна Дакота. Населення — 39 осіб (2020).

## Географія
Мілтон розташований за координатами 48°37′35″ пн. ш. 98°2′45″ зх. д. / 48.62639° пн. ш. 98.04583° зх. д. (48.626355, -98.045896).  За даними Бюро перепису населення США в 2010 році місто мало площу 1,33 км², уся площа — суходіл. В 2017 році площа становила 1,22 км², уся площа — суходіл.

## Демографія
Згідно з переписом 2010 року, у місті мешкало 58 осіб у 28 домогосподарствах у складі 17 родин. Густота населення становила 44 особи/км².  Було 40 помешкань (30/км²).
Расовий склад населення:
| - 96,6 % — білих - 3,4 % — корінних американців |

До двох чи більше рас належало 0,0 %. Частка іспаномовних становила 0,0 % від усіх жителів.
За віковим діапазоном населення розподілялося таким чином: 8,6 % — особи молодші 18 років, 69,0 % — особи у віці 18—64 років, 22,4 % — особи у віці 65 років та старші. Медіана віку мешканця становила 50,0 року. На 100 осіб жіночої статі у місті припадало 93,3 чоловіків;  на 100 жінок у віці від 18 років та старших — 96,3 чоловіків також старших 18 років.
Середній дохід на одне домашнє господарство  становив 85 823 долари США (медіана — 67 857), а середній дохід на одну сім'ю — 98 043 долари (медіана — 68 194). За межею бідності перебувало 3,3 % осіб, у тому числі 0,0 % дітей у віці до 18 років та 13,3 % осіб у віці 65 років та старших.
Цивільне працевлаштоване населення становило 34 особи. Основні галузі зайнятості: будівництво — 29,4 %, публічна адміністрація — 23,5 %, сільське господарство, лісництво, риболовля — 14,7 %, фінанси, страхування та нерухомість — 8,8 %.